# Grand Theft Auto: San Andreas
Grand Theft Auto: San Andreas, noto anche come GTA: San Andreas, è un videogioco action-adventure del 2004, sviluppato da Rockstar North e pubblicato da Rockstar Games. Si tratta del quinto capitolo della celebre saga di videogiochi Grand Theft Auto ed è incentrato sullo stato di San Andreas, ispirato alla California.
Il videogioco venne pubblicato per la prima volta nell'ottobre del 2004 in esclusiva temporanea per PlayStation 2, nel giugno del 2005 uscì su Xbox e Microsoft Windows e nel 2008 venne distribuito su Steam. Nel 2013 uscì una versione rimasterizzata sui dispositivi iOS, Android e Windows Phone, poi pubblicata il 26 ottobre 2014 su Xbox 360 e Microsoft Store di Microsoft Windows per festeggiare il decimo anniversario del gioco, e per PlayStation 3 nel dicembre del 2015. Nello stesso mese uscì la versione PlayStation 2 retrocompatibile su PlayStation 4. Nel 2018 diventa retrocompatibile su Xbox One.
Nel 2021 è uscita una nuova versione rimasterizzata, all'interno della raccolta Grand Theft Auto: The Trilogy - The Definitive Edition, che porta il titolo anche su PlayStation 5, Xbox Series X/S e Nintendo Switch. Nel 2024 c'è stato un aggiornamento che ha sistemato gravi problemi che precedentemente il gioco ha avuto.
Complessivamente Grand Theft Auto: San Andreas ha venduto circa 27,5 milioni di copie al settembre del 2011, diventando così il videogioco per PlayStation 2 più venduto di tutti i tempi e arrivò a essere il ventiseiesimo più venduto in assoluto.

## Trama
Los Santos, 1992, Carl Johnson, detto "CJ", è un gangster afroamericano membro delle Grove Street Families, una gang di strada situata a Ganton, un quartiere di Los Santos. Nel 1987, a seguito della morte del fratello minore Brian in circostanze non chiarite mentre questi era sotto la sua responsabilità, Carl decide di ricominciare una nuova vita trasferendosi a Liberty City, dove vi trascorre cinque anni vivendo di piccoli lavori assoldati dal mafioso italoamericano Joey Leone, figlio di Salvatore. In una sera del 1992 la madre Beverly viene uccisa in una sparatoria da automobile effettuata dai Ballas (gang arcirivale delle Grove Street Families) e CJ, informato del fatto dal fratello maggiore Sweet, decide di tornare a Los Santos per partecipare al funerale.
Appena arrivato in città CJ viene fermato dalla C.R.A.S.H., l'unità anticrimine della polizia di Los Santos, il cui capo, Frank Tenpenny, è un agente corrotto che, invece di combattere le gang, le manovra e le sfrutta per ottenere un ritorno personale. Tenpenny e i due agenti suoi complici, Eddie Pulaski e Jimmy Hernandez, hanno appena ucciso un loro collega, Ralph Pendelbury, che era venuto a conoscenza della dilagante corruzione della loro unità e voleva denunciarla. La C.R.A.S.H minaccia di far ricadere su Carl la responsabilità dell'omicidio se non eseguirà ogni loro ordine o provare a lasciare nuovamente la città. A causa di questo ricatto CJ è costretto a mettersi al servizio di Tenpenny, che lo sfrutterà per portare avanti le sue attività illecite.
Tornato a casa, CJ ritrova il fratello maggiore Sweet (che lo accoglie molto freddamente), la sorella minore Kendl e gli amici Big Smoke e Ryder. Da essi CJ apprende della pessima situazione in cui sta versando la gang: le Grove Street Families ormai sono divise in bande in conflitto fra loro, mentre alcuni membri sono stati uccisi e altri sono caduti nel tunnel della droga. Vista la situazione, CJ decide di non tornare a Liberty City e di rimanere nel suo vecchio quartiere per aiutare la banda, spinto anche dal desiderio di vendicare la morte della madre e vincolato dal ricatto di Tenpenny. Incomincia così una fase di restaurazione del potere della gang, durante la quale CJ e i suoi compari compiono diverse azioni, come ripristinare i graffiti che segnalano la presenza territoriale della banda, stroncare il traffico di droga nel quartiere e procurarsi delle armi con le quali portare avanti numerosi scontri a fuoco e sparatorie da automobili ai danni dei Ballas e dei loro alleati messicani, i Vagos. In questa fase CJ conosce inoltre Cesar Vialpando, il fidanzato messicano-statunitense di Kendl e capo dei Varrios Los Aztecas, una piccola banda ispanica con atteggiamenti neutrali ma comunque diffidenti nei confronti di Grove Street.
Successivamente, a seguito di una soffiata di Cesar, CJ scopre che Big Smoke e Ryder hanno tradito Grove Street, alleandosi coi Ballas e con Tenpenny e hanno coperto l'omicidio di sua madre, nascondendo la vettura usata nella sparatoria. Sweet, rimasto nel frattempo ferito durante un'imboscata dei Ballas, viene arrestato e condotto in carcere; anche CJ viene catturato, ma anziché in carcere viene portato ad Angel Pine, una campagna fuori Los Santos (dove si occuperà di vari loschi affari sempre sotto ricatto di Tenpenny); in questa fase Carl cerca di accumulare il denaro necessario per acquistare una partita di erba per conto di Tenpenny (per incastrare un procuratore messosi contro di lui), esigenza che lo porta a conoscere Catalina (cugina di Cesar), con la quale compie delle rapine e instaura una breve relazione amorosa, che però si concluderà poco tempo dopo. Conosce inoltre Wu Zi Mu (il boss cieco della Triade cinese) e il bizzarro The Truth, un anziano hippy da cui acquista la marijuana ordinata da Tenpenny. Grazie a questo nuovo giro di conoscenze, CJ trova una sistemazione nella città di San Fierro, dove vivrà per un po' di tempo gestendo un'officina e, grazie alle soffiate di Cesar, infliggerà duri colpi di sabotaggio al cartello di droga di Big Smoke, tra i cui membri vi sono Ryder e il capo Mike Toreno. Proprio quest'ultimo si scoprirà essere in realtà un agente segreto sotto copertura che lavora per una potente organizzazione di spionaggio americana; Toreno obbliga CJ a sventare azioni di contrabbando internazionali promettendo in cambio la liberazione di Sweet.
Nel frattempo Wu Zi Mu apre un casinò a Las Venturas, che viene però boicottato da un altro gestito da tre famiglie mafiose; organizza quindi un piano per rapinare il casinò rivale. Contemporaneamente il cerchio si sta chiudendo intorno a Tenpenny: il suo complice Hernandez (esecutore materiale dell'omicidio di Pendelbury), in preda ai sensi di colpa, confessa il reato all'FBI. Tenpenny allora lo uccide e obbliga Carl a far sparire le prove contro di lui. Poco dopo, però, l'agente tradisce anche CJ, che però si salva uccidendo Pulaski, incaricato di farlo fuori e anch'egli fregato. Carl, subito dopo, sventa il suicidio del famoso rapper Madd Dogg e, una volta rapinato il casinò dei mafiosi, torna a Los Santos diventando il nuovo manager di Madd Dogg.
Nel mentre, Sweet viene scarcerato. Grazie ai proventi del casinò, nella sua nuova villa CJ vive ormai nell'agiatezza e vorrebbe lasciar perdere la vita da gangster di strada, ma Sweet gli rimprovera di aver tradito i suoi stessi ideali e lo riporta all'intento iniziale: ricostruire la gang e vendicarsi dei Ballas e di Big Smoke. Così Carl e Sweet ritornano a Grove Street riuscendo a riconquistarla e a riprendersi anche altri territori finiti in mano ai Ballas.
Nel frattempo i crimini di Tenpenny vengono finalmente scoperti, ma il procuratore archivia il caso per insufficienza di prove, peraltro oscurate dallo stesso Carl sotto minaccia dell'agente: alla notizia la città di Los Santos precipita nel caos, durante il quale i cittadini, che non si fidano più delle forze dell'ordine, cominciano a sparare nelle strade, appiccare incendi e a rubare nelle case; l'evento è ispirato alla rivolta di Los Angeles del 1992. Durante i disordini, Carl e Sweet finiscono coinvolti in uno scontro con Big Smoke, che finirà con la morte di quest'ultimo e con l'arrivo di Tenpenny all'ultimo secondo.
L'agente è braccato dai cittadini in rivolta e ha intenzione di uccidere Carl e di fuggire coi suoi soldi per liberarsi di ogni problema. I due quindi si scontrano in un rocambolesco inseguimento, dove alla fine Carl, dopo essere riuscito a salvare Sweet, ha la meglio quando Tenpenny, perso il controllo del camion dei pompieri di cui era alla guida, cade dal ponte poco vicino alla casa di Carl e muore per le gravi ferite subite. Poco dopo arriva Carl, accompagnato da Sweet e gli altri, per infliggere il colpo di grazia all'agente corrotto, ma viene interrotto dal fratello maggiore dicendo che ciò non era più necessario in quanto l'agente è già privo di vita, avendo quindi la possibilità di far sembrare il tutto un incidente. Dopo aver discusso di tutto l'accaduto tornano tutti a casa, ad esclusione di Carl che, davanti al corpo esanime di Tenpenny, schernirà quest'ultimo con la frase "Ci si vede in giro, agente" (proprio come ha fatto Tenpenny all'inizio dell'avventura con CJ) per poi allontanarsi a sua volta.
Con la morte di Tenpenny, CJ riesce finalmente a sconfiggere il suo aguzzino e le proteste di Los Santos si placano. Arriva così la tanto desiderata prosperità per le "Famiglie", che si trovano a gestire attività in tutto lo stato di San Andreas. Carl può finalmente tornare a camminare in una prosperosa Grove Street.

## Modalità di gioco

Schermata dell'edizione Windows.

Il gioco rivoluziona diversi aspetti di gioco e rivoluziona completamente alcune meccaniche di gioco. Per la prima volta nella saga, è possibile personalizzare il personaggio tagliando capelli, modellando il fisico andando in palestra oppure mangiando molto, gestire il vestiario e altro. Inoltre è possibile personalizzare auto, avere relazioni, acquistare case, andare in locali, esplorare zone rurali, fare diverse attività secondarie, interagire con i pedoni, nuotare e molto altro; inoltre il gioco è il primo capitolo della serie ad avere l'esplorazione subacquea.

### Ambientazione
Il videogioco è ambientato nel 1992 nello Stato fittizio di San Andreas che è basato su alcune regioni degli Stati di California e Nevada. San Andreas comprende tre metropoli: Los Santos che corrisponde alla reale Los Angeles, San Fierro basata su San Francisco e Las Venturas ovvero Las Vegas. Le tre città sono collegate con vari ponti, autostrade, linee ferroviarie e aeree. Oltre a queste città, la mappa del gioco offre molti altri punti di interesse: tre diverse zone di campagna, un deserto, dodici città rurali, una base militare, montagne, un aeroporto abbandonato e alcuni boschi.

### Armi e oggetti
Sono presenti circa 45 differenti tipi di armi: da quelle per corpo a corpo (come tirapugni), mazze (da baseball), una katana, una motosega o mazzi di fiori; armi da lancio come granate, esplosivi a distanza e bombolette a gas velenoso; vari modelli di fucili, mitragliatori, pistole e lanciarazzi, fino ad arrivare a un Minigun. Inoltre sono disponibili oggetti utili per il completamento di alcune missioni, come bombolette spray (utili per disegnare graffiti e utilizzabile come arma), una macchina fotografica (utilizzata per fotografare dei soggetti durante le missioni e per trovare le 50 fotografie a San Fierro), un estintore (utilizzato nelle missioni in cui occorre spegnere il fuoco o come arma), un paracadute, occhiali a infrarossi e un jetpack. Nel gioco esistono inoltre armi "improvvisate", quali mazzi di fiori, vibratori, dildi e stecche da biliardo.

### Gang
Una delle caratteristiche di Grand Theft Auto: San Andreas è la presenza nel gioco di numerose gang. La presenza delle gang è fondamentale per una delle meccaniche del gioco, ovvero la conquista dei territori, che il giocatore avrà la facoltà di sottrarre a Ballas e Vagos tramite le "guerre fra gang". Le varie bande si distinguono principalmente per il colore e il tipo di abbigliamento e i veicoli utilizzati dai loro membri.

### Veicoli
Come negli altri capitoli di GTA, anche in San Andreas non sono presenti automobili di marchi reali, ma solamente ispirate a modelli esistenti. Tra le novità introdotte ci sono tre modelli di biciclette, moto e aeroplani; inoltre, come in passato, utilizzando alcuni tipi di veicoli è possibile attivare missioni secondarie: ad esempio, salendo su un taxi si potrà trasportare delle persone a destinazione, mentre salendo su un camion dei pompieri si dovranno spegnere incendi per la città, con un'ambulanza si dovranno portare le persone ferite all'ospedale e con un tipo speciale di macchina si potranno effettuare missioni di "protezione" su alcune prostitute. I modelli di automobili rispecchiano le varie ubicazioni del mondo di gioco: ad esempio, nelle zone portuali e industriali sarà più facile trovare camion e furgoni, mentre in quelle più lussose saranno presenti cloni di Porsche e Ferrari (per esempio la Turismo).
Sono state inserite delle scuole di guida per auto, moto, barche e aerei, per migliorare l'abilità del personaggio nella guida sportiva e/o acrobatica. In ogni caso, a prescindere dal fatto che si frequenti o meno una scuola di guida, più il giocatore starà alla guida (senza commettere particolari errori) più vedrà aumentato il proprio grado di abilità nella guida di quella specifica categoria di veicoli.

### Polizia e livelli di sospetto
In GTA San Andreas il livello di sospetto è simile agli altri titoli della serie. Le stelle sono sei e indicano il livello di sospetto partendo da una stella dove la polizia tenta di arrestare il giocatore e arrivando a 6 stelle dove arriva un esercito militare per eliminare il giocatore. Nel caso aveste una stella la polizia vi darà la caccia non dando però molta attenzione. Se però voi eliminate un agente di polizia il livello di sospetto si incrementa salendo a 2 stelle. Quando si raggiungono le 3 stelle la polizia sarà ovunque e vi darà la caccia con l'intenzione di eliminarvi; essa alcune volte userà il fucile a pompa. Inoltre se siete su un veicolo saranno frequenti i posti di blocco. A partire dalle 3 stelle arriverà anche l'elicottero della polizia. Se si raggiungono le 4 stelle arriverà, oltre alla polizia, la squadra SWAT a bordo dell'Enforcer, un furgone che contiene 4 agenti SWAT. Inoltre i posti di blocco saranno formati dagli SWAT e non più dalla polizia. Questi agenti possono raggiungere la scena anche dall'elicottero della polizia che, grazie a delle funi, li calerà a terra. Se si sta pilotando un velivolo arriveranno i velivoli militari Hydra che tenteranno di abbattere il vostro velivolo con i missili guidati. Arrivati alle 5 stelle, oltre alla polizia si presenterà la FBI. I posti di blocco sono sostituiti dagli FBI Rancher ma dall'elicottero della polizia scenderanno comunque gli agenti SWAT. Quando arriverete a 6 stelle arriverà l'esercito, a bordo dei carri armati chiamati Rhino e dei Barracks (camion militari).

## Accoglienza
Alla sua uscita, GameSpot lo ha definito come il miglior capitolo della serie realizzato per la console PlayStation 2, mentre IGN lo ha decretato come il gioco con la migliore trama del 2004. Al 2010, secondo il Guinness dei primati, risulta essere il 3º gioco più venduto di tutti i tempi.
La rivista Play Generation classificò il minigioco del casinò come il terzo più "cool" e San Andreas come la città più pulsante tra i titoli disponibili su PlayStation 2.
GTA: San Andreas, con un milione di copie in soli nove giorni, è stato il gioco più venduto nel Regno Unito.

## Problematiche di distribuzione
In virtù dei contenuti controversi del gioco come droga, armi, violenza, nudità e linguaggio scurrile, GTA: San Andreas è stato nel corso del tempo coinvolto in situazioni che hanno limitato la sua distribuzione: in alcuni paesi è stato censurato e in altri è stato addirittura del tutto vietato. 

### Hot Coffee
A metà del giugno 2005 su Internet cominciò a circolare una patch chiamata Hot Coffee, in grado di sbloccare contenuti pornografici già presenti nelle versioni PC del gioco ma esclusi dalla versione finale senza eliminare questi file definitivamente. Le proteste di molte associazioni di genitori portarono anche all'interessamento della senatrice Hillary Clinton. La patch fece molto discutere, in quanto pare che i contenuti "extra" non fossero stati aggiunti con la patch bensì solo "sbloccati", dato che erano già presenti nel videogioco. Perciò l'organizzazione che si occupa del rating dei videogiochi negli Stati Uniti, l'ESRB, alla luce di questi avvenimenti cambiò la categorizzazione del gioco ad Adults Only, "Solo per adulti". In Europa il PEGI non subì gli effetti di questa situazione, in quanto aveva già classificato il gioco nella categoria 18+, con avvisi su linguaggio forte e violenza. In Australia il gioco fu direttamente ritirato dal mercato e vietato. 
Rockstar, in seguito, ha reso disponibile un'ulteriore patch in grado di rimuovere tali sequenze dal gioco, oltre che a pubblicare una nuova versione già priva di esse. Contemporaneamente alcuni giocatori intrapresero una class action contro il distributore del gioco reo di aver messo in commercio un titolo con contenuti pornografici senza dichiararli esplicitamente.
L'8 novembre 2007 Take Two Interactive raggiunse un accordo con la corte e decise di pagare 35 dollari a ogni giocatore che si fosse dichiarato offeso dai contenuti del gioco. Il New York Times dichiarava che al 25 giugno 2008 2.676 persone avevano richiesto il rimborso. Una seconda class action era stata intentata dagli azionisti contro la società rea di aver danneggiato le vendite per via della riclassificazione del gioco. Questa class action ha costretto nel settembre del 2009 il produttore a pagare 20 milioni di dollari quale risarcimento danni per i mancati guadagni del gioco. Della modalità in sé, essa simula un rapporto sessuale, con una barra chiamata "eccitazione" da far aumentare con movimenti ritmici.

### San Andreas in Giappone
Grand Theft Auto: San Andreas uscì in Giappone il 25 gennaio 2007, due anni e tre mesi dopo l'edizione occidentale, su PlayStation 2 e presenta pesanti censure. Capcom, che si era già occupata di distribuire e censurare i precedenti GTA III e GTA Vice City, ritenne San Andreas un prodotto eccessivamente violento per il pubblico giapponese e quindi il lancio venne messo in attesa di approvazione. Dopo l'approvazione, il gioco fu distribuito nei negozi giapponesi con classificazione CERO Z (equivalente all'europeo PEGI 18) e provvisto di censure e, infine, uscì esclusivamente su PlayStation 2 ma, a differenza dell'Occidente, fu un'esclusiva definitiva e non ci fu mai un porting su PC o altre piattaforme, questo se non si considera Grand Theft Auto: Definitive Edition. 
Nella versione giapponese della Definitive Edition le censure sono state in gran parte rimosse.

### San Andreas in Germania
Anche in Germania San Andreas in versione PS2 è stato censurato, seppur decisamente di meno rispetto alla versione giapponese. In Germania il gioco uscì il 29 ottobre 2004, seguendo quindi il lancio occidentale, ma si distaccò dagli altri paesi dove il gioco fu lasciato integro. A differenza del Giappone, in Germania il gioco arrivò anche su PC nel giugno del 2005 e in questo caso le censure non sono più presenti.

## Colonna sonora
Come nel precedente Vice City, la colonna sonora di San Andreas è suddivisa in varie stazioni radio, ognuna specializzata in un certo genere musicale. È possibile ascoltare una stazione radio a bordo di automobili, moto, aeroplani, elicotteri e imbarcazioni ma non sulle biciclette, sui trattori o sui veicoli di emergenza.
Gli artisti presenti sono molto numerosi: Public Enemy, Gang Starr, Masta Ace, Kool G Rap per quanto riguarda l'East Coast rap e il Golden Age rap; Jerry Reed, Hank Williams e Patsy Cline per la musica country; Toto, The Who, Lynyrd Skynyrd e David Bowie per il rock. Inoltre ci sono anche radio Funk come Bounce FM, House come SF-UR, West Coast rap/Gangsta rap come Radio Los Santos, Heavy metal, Hard rock, Grunge come Radio X, Soul come Master Sounds 98.3, WCTR Talk Radio, New jack swing come CSR 103:9, Dub e Reggae come K-Jah West. L'introduzione è stata composta dal rapper Young Maylay, doppiatore di CJ, da cui deriva il suo album.
Nella versione per PC, è possibile creare una stazione radio personalizzata che prenderà il nome di "Lettore brani utente" dove sarà possibile ascoltare brani di qualsiasi tipo scelti dal giocatore, per aggiungere un brano sarà sufficiente aggiungere il file MP3 della canzone nella cartella "User Tracks" presente in Documenti/GTA San Andreas User Files.

## Leggende metropolitane
Grand Theft Auto: San Andreas è caratterizzato da un ampio numero di easter egg, misteri e leggende metropolitane.
Particolarmente nota è la leggenda che tra i boschi sarebbe possibile avvistare il Bigfoot. La Rockstar Games ha smentito ufficialmente le voci sull'esistenza del mostro nel videogioco, nella rivista Electronic Gaming Monthly nel gennaio 2005 e in occasione dell'E3 di Los Angeles del 2005.
Un'altra leggenda metropolitana diffusa è quella dell'Epsilonismo, una religione presente nel fittizio mondo di San Andreas, probabilmente una parodia di Scientology. Secondo la leggenda, attenendosi ai princìpi noti di questa religione, si arriverebbe a incontrare il fantomatico dio alieno venerato dagli epsilonisti, detto Kifflom. Per fare ciò, si dovrebbe seguire un preciso percorso, definito Epsilon Program. Questa leggenda non è mai stata ufficialmente smentita dalla Rockstar Games, che, anzi, l'ha alimentata creando un sito web interamente dedicato all'Epsilonismo. Esistono tuttavia numerose smentite non ufficiali.
L'Epsilonismo apparve poi in Grand Theft Auto V, dove uno dei protagonisti, Michael, in una missione secondaria segue alcuni riti di passaggio per entrare a far parte del culto per riuscire poi a rubarne loro i soldi.